# Sayyed Husain Ali Bilgrami
Nawab Sayyid Husain Ali Bilgrami Imad ul-Mulk Bahadur, CSI (* 1844 in Gaya; † 1926) war ein Arabischgelehrter, der im Dienste des Fürstenstaats Hyderabad (= Haiderabad) zum Minister aufstieg.

## Herkunft und Ausbildung
Die Familie soll mit dem persisch-afghanischen Eroberer Mohammed Ghori nach Indien gelangt sein. Der Vater war Steuerbeamter und Magistrate an verschiedenen Orten von Bengalen und Bihar. Die Schule besuchte er in Kalkutta, wo er seine höhere Bildung an der Hare Academy erhielt. Das Presidency College der University of Calcutta schloss er 1866 ab. Er studierte weiter zum M. A. am Patna College in Bankipur und besuchte das Thomason Civil Engineering College von Roorkee. Er schlug eine akademische Laufbahn ein und wurde 1866 Professor für Arabisch am Canning College von Lucknow. Er gehörte zu den beiden Studenten, die auf Kosten des Nizam als erste in England (1876–78) im Bergbauwesen an der Royal School of Mines ausgebildet wurden. Dort erhielt er die Marchison-Medaille in Geologie.
An der Universität Madras war er 1890-2 Prüfer für Sanskrit, die Universität Kalkutta verlieh ihm 1891 ihre Goldmedaille. Außerdem erhielt er den Gelehrtentitel Shams al Ulama, als solcher stand er protokollarisch beim Durbar direkt hinter den Titularrajas.
Während seines kurzen Englandaufenthalts war er in Cambridge auch Lektor für Marathi. Für die Bibliothek des India Office katalogisierte er die Bestände an persischen und arabischen Handschriften.

## Hyderabad
Der Diwan von Hyderabad, Salar Jung I., war bei einem Besuch der Lucknows von ihm so beeindruckt, dass er ihm eine Position im Staatsdienst anbot.
Nachdem er den Premier als Privatsekretär 1876 nach England begleitet hatte, und seiner Weiterbildung zurückkehrte, wurde er Staatssekretär im Ministerium für Verschiedenes. Ihm unterstand das Bildungswesen, dessen Ausbau – von extrem niedrigen Niveau – er in Angriff nahm. Bald folgte die Ernennung zum Tutor des Kronprinzen, später war er Privatsekretär des Nizam. Im Ministerium war er bis 1889 zuständig für öffentliche Arbeiten und die Nizam’s Guaranteed State Railway.
1900 wurde er Vorsitzender einer Kommission, die sich um Fragen der Erziehung von Muslims kümmerte. Der Vizekönig Lord Curzon berief ihn in das Imperial Legislative Council.
Im Jahre 1907 wurde er als erster Moslem in das Council des Secretary of State for India berufen, im Jahr darauf wurde er als Companion des Order of the Star of India ausgezeichnet. Er fand jedoch das Londoner Klima seiner Gesundheit abträglich und kehrte 1909 nach Hyderabad zurück. Nachdem Asaf Jah VI. gestorben war, wurde er als Berater dem jungen, neuernannten Diwan Salar Jung III. als Berater beigegeben.
Imad ul-Mulk ging am 22. Juli 1914 in Pension. Daraufhin widmete er sich, zurückgezogen lebend, der Übersetzung des Korans ins Englische.

## Familie
Er hatte mit seiner Frau, die 1897 starb, vier Söhne und eine Tochter.

## Werke
in westlichen Sprachen:
- Saiyid Husain Bilgrami und C. Willmott: Historical and Descriptive Sketch of the Nizam's Dominions. Bombay 1883 (Volltext)
- Saiyid Husain Bilgrami: A memoir of Sir Salar Jung, G.C.S.I. Bombay 1883 (Volltext)
- Addresses, poems and other writings of Nawwab Imadul-Mulk Bahadur. Hyderabad-Deccan, Gov. Central Press, 1925
- Syed Husain Bilgrami: Iftitāḥī ispīc jo Sayyid Ḥusain Bilgrāmī [ne] ijlās cahārdam Muḥammaḍan Anglo Auriyanṭal Ejūkeshnal Kānfarans bamuqām Rāmpūr irshād farmāʼe. Mufīd-i ʻĀm Pres, Āgrah 1901.